# Drozd Taczanowskiego
Drozd Taczanowskiego (Turdus maranonicus) – gatunek ptaka z podrodziny drozdów (Turdinae) w rodzinie drozdowatych (Turdidae). Słabo poznany ptak zamieszkujący północno-zachodnią część Ameryki Południowej, według IUCN nie jest zagrożony wyginięciem.

## Zasięg występowania
Drozd Taczanowskiego występuje w skrajnie południowym Ekwadorze i górnym biegu rzeki Marañón w północnym Peru (Cajamarca, również La Libertad i Piura).

## Taksonomia
Gatunek po raz pierwszy naukowo opisał polski zoolog Władysław Taczanowski w 1880 roku, chociaż wstępny opis tego ptaka pod nazwą Turdus sp. ? w oparciu o niedojrzałego osobnika schwytanego przez polskich podróżników w Tambillo ukazał się już w 1879 roku. Opis ukazał się w języku francuskim w brytyjskim czasopiśmie Proceedings of the Zoological Society of London. Jako miejsce typowe odłowu holotypu Taczanowski wskazał Callacate w północnym Peru. Gatunek monotypowy.

### Etymologia
Nazwa rodzajowa: łac. turdus – drozd. Epitet gatunkowy: Río Marañón, Peru; ludy Tupí stosowały pierwotnie nazwę Maranon dla rzeki Parana w Brazylii, później nazwa ta stosowana była na określenie Amazonki, a obecnie nazwą tą określa się górne lub peruwiańskie biegi tej rzeki.

## Morfologia
Długość ciała około 21,5 cm. Upierzenie górnych części ciała jest intensywnie brązowe z niewyraźnym, ciemnym cętkowaniem, dolne części ciała białe, z brązowym cętkowaniem na piersi i bokach. Dziób i nogi koloru szarawego. Płci podobne. Młode ptaki podobne do dorosłych, ale górne części ciała pokryte pomarańczowo-płowymi smugami, a na barkówkach występują podwójne pomarańczowe plamy.

## Ekologia
Drozd Taczanowskiego jest najprawdopodobniej gatunkiem osiadłym, zamieszkującym lasy liściaste, wtórne, polany, suchy busz i ogrody, a także spotykanym w granicach stosunkowo wilgotnego górskiego lasu; najczęściej obserwowany na wysokościach 200–2000 m n.p.m., natomiast w Ekwadorze na wysokości 650–1650 m n.p.m. Skład pokarmu nie jest znany. Pokarm zdobywa na ziemi, czasami śmiało skacząc na zaoranych polach i obszarach trawiastych. W ciągu dnia prowadzi głównie nadrzewny tryb życia. Śpiew jest przyjemny, nieśpieszny, typowy dla drozdów z rodzaju Turdus. Nie ma żadnych informacji na temat lęgów drozda Taczanowskiego.
U drozda Taczanowskiego stwierdzono pasożyta skórnego z gatunku Myrsidea indigenella.

## Status, zagrożenia i ochrona
W Czerwonej księdze gatunków zagrożonych Międzynarodowej Unii Ochrony Przyrody został zaliczony do kategorii LC (ang. Least Concern – najmniejszej troski). Globalna wielkość populacji nie jest znana, ale gatunek ten opisywany jest jako „dość pospolity”. Trend liczebności populacji uznawany jest za spadkowy. W Ekwadorze dość powszechny w okolicach Zumba. Występuje w Parque Nacional Podocarpus w Ekwadorze. Zagrożeniem dla tego ptaka jest niszczenie i degradacja jego siedlisk występowania.